# Tipula pluriguttata
Tipula pluriguttata är en tvåvingeart som beskrevs av Alexander 1920. Tipula pluriguttata ingår i släktet Tipula och familjen storharkrankar.
Artens utbredningsområde är Taiwan. Inga underarter finns listade i Catalogue of Life.